# Fredonia (Kolumbia)
Fredonia – miasto w Kolumbii, w departamencie Antioquia.